# Gran Gloriosa
La Isla Gran Gloriosa (en francés: Île Grande Glorieuse) también llamada Isla Gloriosa (île Glorieuse) es una isla deshabitada de Francia que pertenece al archipiélago de las islas Gloriosas situadas en el Océano Índico, al noroeste de Madagascar.
La isla gran Gloriosa está al este de África, con Mozambique al oeste, Seychelles al norte, Madagascar al sureste, y el archipiélago de las Comoras al suroeste, bañada por las aguas del canal de mozambique.
Es una de los 2 islas más grande de las gloriosas, dentro de las cuales se ubica al suroeste, siendo la siguiente más grande la Isla de Lys, entre ellas se encuentras algunas rocas más o menos interconectadas por el llamada banco de sable.